# 斯特凡尼娅·康斯坦蒂尼
斯特凡尼娅·康斯坦蒂尼（義大利語：Stefania Constantini，1999年4月15日—），意大利女子冰壶运动员。她曾代表意大利参加2022年冬季奥林匹克运动会冰壶比赛，搭档阿莫斯·莫萨纳获得混合双人金牌，这是意大利历史上首次获得奥运冰壶金牌。